# Stuart Paine
Pour les articles homonymes, voir Paine.
Stuart Douglas Lansing Paine, né le 18 octobre 1910 à Durham (New Hampshire) et mort le 13 mars 1961 à Burlingame (Californie), est un explorateur américain.

## Biographie
Stuart Paine est le fils de Ralph Delahaye Paine et de Katharine Lansing Morse,. Son frère aîné, Ralph Paine Jr. (en), sera rédacteur en chef et éditeur du magazine Fortune. Il a un frère jumeau nommé Philbrook Ten Eyck Paine.
Il étudie à la Phillips Academy, où il obtient son diplôme en 1929, puis à l'université Yale, dont il est diplômé en 1933. Il entre dans la marine américaine en 1939 et sert comme attaché naval à Lima, au Pérou, avant l'implication des États-Unis dans la Seconde Guerre mondiale.
Il fait partie de la deuxième expédition en Antarctique (1933-1935) de l'amiral Richard E. Byrd et est le responsable des équipes de chiens de l'expédition. L'expédition parcourt 1 410 milles en traîneau à chiens en 88 jours et arrive à moins de 180 milles du pôle Sud. Avec Quin Blackburn et Richard S. Russell, il découvre les monts William Horlick, escalade le glacier Thorpe et atteint 2 499 m d'altitude au mont Weaver.
Paine écrit un livre sur l'expédition intitulé The Long Whip, et ses journaux de l'expédition ont été transcrits, annotés par sa fille, Merlyn Paine, et publiés par University of Missouri Press en 2007 sous le titre Footsteps on the Ice.
Stuart Paine devient ensuite président de plusieurs entreprises manufacturières californiennes.

## Hommages
Le mont Paine en Antarctique, découvert en 1934 par l'expédition, a été nommé en son honneur par Byrd. Byrd a également nommé Mount Durham d'après la ville natale de Paine.